# Tor Kempe
Tor Elias Kempe, född 25 juli 1880 i Ytterlännäs församling, Västernorrlands län, död 27 februari 1951 i Gustav Vasa församling i Stockholm, var en svensk ingenjör. Han var son till provinsialläkaren i Ytterlännäs distrikt Pehr Kempe och Sophie Elfsberg.
Han tog studenten vid Norra real i Stockholm och blev civilingenjör vid Tekniska högskolan 1902. Han medeverkade vid konstruktionen av anläggningarna i Stockholms vattenledningsverk vid Norsborg 1902–1904, var anställd hos Ph Holtzmann & Co i Frankfurt am Main 1905, vid Malmö stads drätselkammare 1906–1910, vid hamnavdelningen vid Stockholms stads byggnadskontor 1911, vid Arcus AB i Stockholm 1912–1921. Han arbetade bland annat med konstruktionen av Skurubron mellan fastlandet och Värmdön i Stockholms län och projekteringen av Sofiehems träsliperi i Umeå.
Tor Kempe gifte sig 1939 med Ruth Åhlander (1906–1991)  och fick sonen Per-Elis (född 1940). Makarna Kempe är begravda på Norra begravningsplatsen utanför Stockholm.